# Tintin et les oranges bleues
Tintin et les oranges bleues è un film  del 1964 diretto da Philippe Condroyer.
È il secondo adattamento cinematografico live action della striscia a fumetti belga Le avventure di Tintin, creata nel 1929 da Hergé, preceduto nel 1961 da Tintin et le mystère de la toison d'or, regia di Jean-Jacques Vierne.

## Trama
Il Professor Girasole, intervistato da una trasmissione televisiva, lancia un appello agli studiosi di tutte le nazioni per contribuire a contrastare la fame nel mondo. Un suo collega spagnolo, Antémar Zallaméa, gli spedisce un pacchetto contenente un arancio blu, una varietà dell'agrume che sarebbe in grado di crescere perfino nel deserto, quindi Girasole parte per raggiungere Zallaméa in Spagna, ma vengono rapiti entrambi.
Con l'aiuto di un gruppo di ragazzini, Tintin ed il Capitano Haddock liberano i due scienziati, sequestrati da un emiro che voleva appropriarsi della scoperta.